# Serpents, crapauds et papillons
Le tableau d’Otto Marseus (ou Marcellis) Van Schrieck (1619/20 Nimègue-1678 Amsterdam), intitulé par David Fiozzi Serpent, grenouille et papillons au pied d’un rocher est une huile sur toile réalisée en 1667. Le tableau, de petit format, mesure 61 centimètres de hauteur pour 49 centimètres de long et est signé par l’artiste en bas à droite en rouge « OTTho/ Marseus D [ou T ou f ?]/1667/10-2[…]. De plus, l'inscription au crayon « 104 » est visible au revers du châssis.

## Histoire de l'oeuvre
Le tableau rentre dans les collections du musée des Augustins de Toulouse en 1812, parmi les œuvres récupérées dans la collection du duc de Brunswick, abritée au château de Salzdalhum en Allemagne. Une partie des saisies révolutionnaires puis napoléoniennes, est envoyée dans quinze musées de campagne dont Toulouse, à la demande du ministre de l’intérieur Jean-Antoine Chaptal à partir de 1801. L'œuvre est acquise officiellement par le musée en 2004 par transfert de propriété à titre gratuit de l'Etat conformément aux dispositions de la loi du 4 janvier 2002, relative aux musées de France.

## Description
Dans cette composition, ouverte à l’arrière-plan, Van Schrieck représente une grenouille qui se fait attaquer par un serpent se dressant au-dessus d’elle, tandis qu’elle s'apprête à manger un papillon. La scène qui se joue dans un sous-bois sombre, s’ouvre sur un paysage au ciel menaçant à l’arrière-plan. Van Schrieck a réalisé un grand nombre de scènes similaires prenant place dans un sous-bois mais la version du musée des Augustins de Toulouse est moins complexe et surtout ouverte sur un paysage contrairement à beaucoup d'autres. Le paysage présentant des peupliers et un horizon montagneux ne semble pas hollandais mais plutôt inspiré des paysages italiens.

## Analyse
On ne connait pas grand chose de la jeunesse de Marseus Van Schrieck. Cependant, ce dernier va voyager notamment en Angleterre, à Paris ou encore en Italie, à Rome en 1652. Il est membre de Bentvueghels (ou Schildersbent), où il obtient le surnom de « Snuffelaar » ou « furet » en français. À Florence, il travaille avec Matthias Withoos et Willem Van Aelst pour le grand-duc de Toscane Ferdinant II de Médicis.
Lorsqu’il rentre à Amsterdam en 1657, il développe toute une production autour de sous-bois sombres et torturés, qui revêtent un aspect onirique, où prennent place des animaux et des plantes qui ne se côtoieraient pas d’ordinaire, le tout baigné dans des lumières froides. Il s’installe ensuite à la campagne, à Waterryck (« riche en eau »), où il élève de nombreuses espèces de batraciens, reptiles et insectes, qu'il étudie. Il est vraisemblablement l'inventeur du genre des sous-bois, dès sa période italienne, qui devient populaire en Hollande dans les années 1660 et qui est repris par la suite, par de nombreux peintres, tels que Rachel Ruysch ou encore Matthias Withoos.
Van Schrieck utilise des techniques particulières pour ses tableaux. Afin de rendre plus vraisemblable la texture des mousses dans sa composition, il a peut-être pressé la matière colorée au moyen d’une éponge. À partir des années 1650, il utilise comme Van Aelst une nouvelle façon de peindre les feuilles. Il appose une couche préalable bleue avant de la recouvrir de fins glacis bruns et verts. Il semble qu’il a aussi utilisé des pochoirs réalisés sur des ailes de vrais papillons en ajoutant au pinceau les nervures, avant de les incorporer à son tableau. Cependant,il ne faisait pas cela pour chaque composition, puisqu’il n’a pas utilisé la même technique pour les ailes des papillons dans l’exemplaire conservé au Louvre.
Ce tableau où la mort paraît latente est un memento mori, expression latine qui signifie littéralement « souviens-toi que tu vas mourir ». Par des rappels imagés, ces représentations mettent en lumière l’aspect éphémère et transitoire de l’existence humaine face à la mort. Ici, le papillon symbole de l'âme humaine (ou psyché), se bat contre le mal, incarné par le crapaud agressif. Tout comme le serpent auquel se rajoute une dimension maléfique, le crapaud est une représentation de la mortalité contre laquelle le papillon a du mal à lutter. Le lierre, qui reste toujours vert, devient sur l'arbre sec, une promesse d'immortalité face à ce combat contre la mort.

### Archives
- Toulouse, Archives municipales, Notes sur Pierre Maury, 4D619

### Ouvrages
- Ernest Roschach (dir.), Catalogue des collections de peinture du musée de Toulouse, Toulouse, Imprimerie et Librairie Edouard Privat, 1920. (https://gallica.bnf.fr/ark:/12148/bpt6k5379876b/f4.item.textelmage)
- Musée des Augustins, Le Nord en lumières : La peinture hollandaise et flamande au musée des Augustins (dossier de presse d'exposition au Musée des Augustins), Toulouse, Musée des Augustins, 2004, 21 p.
- David Fiozzi, Les tableaux hollandais des XVIIe et XVIIIe siècles du musée des Augustins : catalogue raisonné (catatalogue à l'occasion de l'exposition « Le Nord en lumières : La peinture flamande et hollandaise au musée des Augustins »), Toulouse, Musée des Augustins, 2004, 158 p. (ISBN 2-901820-35-2, lire en ligne)